# Phare de Whitehaven (North Pier)
Pour les articles homonymes, voir Whitehaven (homonymie).
Le phare de Whitehaven (North Pier) est un phare situé sur le brise-lames nord du port de Whitehaven, dans le comté du Cumbria en Angleterre.
Ce phare est géré par l'autorité portuaire de

## Histoire
La première station de navigation a été établi en 1823. Le phare actuel a été érigé en 1841 sur le brise-lames nord datant de la même année. C'est une tour ronde de 7 m de haut, avec galerie crénelée. Les lumières rouges sont montées sur un mât placé sur la tour. Le phare a peint blanc avec une bande rouge.
En 2013, les deux phares de jetée, en mauvais état dû au vandalisme, ont subi quelques réparations et une nouvelle peinture.
Identifiant : ARLHS : ENG-166 - Amirauté : A4700- NGA : 4884 .
|                  |
| L'entrée du port |

|                |
| Le vieux phare |

### Lien connexe
- Liste des phares en Angleterre